# Eagle Landing State Park

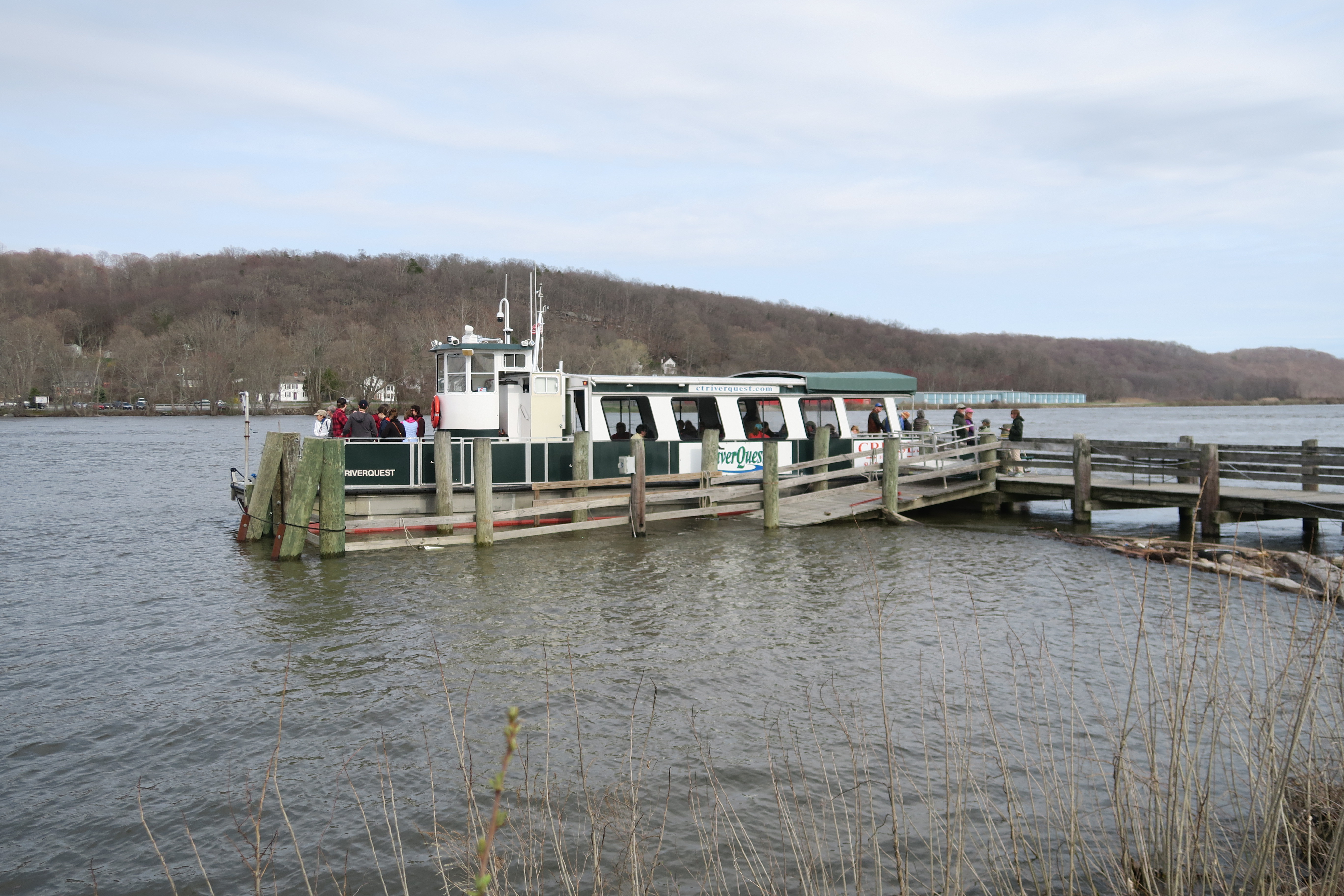
Schifffahrt im Eagle Landing State Park, Haddam, Connecticut (2017)

Eagle Landing State Park ist ein State Park im US-Bundesstaat Connecticut auf dem Gebiet der Gemeinde Haddam, Connecticut. Er bietet Picknick- und Angelplätze, und mehrere Botsrampen zum Connecticut River. Ein privater Anbieter startet Flussfahrten von einem Dock im Park.

## Geschichte
Das kleine, aber vorteilhaft gelegene Landstück (16 acre=6 ha) direkt am Flussufer wurde 2003 für USD 1,3 Mio. erworben und es wurden Versuche unternommen, das Gelände gegen ein größeres Landstück mit einer Immobilienfirma zu tauschen. Diese Pläne wurden jedoch 2012 endgültig aufgegeben.

## Besonderheiten
Der Park ist relativ klein, bietet aber eine gute Möglichkeit die Weißkopfseeadler zu beobachten, von denen im Winter oft mehrere Exemplare das Gebiet besuchen.
Der Park wird im Westen von der Valley Railroad (Connecticut) begrenzt und unmittelbar daran schließt sich das Clark Creek Wildlife Area an. Noch weiter westlich liegen Parzellen des Cockaponset State Forest. Im Osten, auf der gegenüberliegenden Seite des Flusses befindet sich der Goodspeed Airport.